# Municipio de Melton (Inglaterra)
Melton es un distrito no metropolitano con el estatus de municipio, ubicado en el condado de Leicestershire (Inglaterra). Fue constituido el 1 de abril de 1974 bajo la Ley de Gobierno Local de 1972 como una fusión del distrito urbano de Melton Mowbray y el distrito rural de Melton and Belvoir.

## Geografía
Según la Oficina Nacional de Estadística británica, Melton tiene una superficie de 481,38 km².

## Demografía
Según el censo de 2001, Melton tenía 47 866 habitantes (49,17% varones, 50,83% mujeres) y una densidad de población de 99,43 hab/km². El 19,84% eran menores de 16 años, el 72,45% tenían entre 16 y 74 y el 7,71% eran mayores de 74. La media de edad era de 39,72 años. 
La mayor parte (96,18%) eran originarios del Reino Unido. El resto de países europeos englobaban al 2,23% de la población, mientras que el 0,39% había nacido en África, el 0,76% en Asia, el 0,26% en América del Norte, el 0,03% en América del Sur, el 0,14% en Oceanía y el 0,01% en cualquier otro lugar. Según su grupo étnico, el 98,76% de los habitantes eran blancos, el 0,47% mestizos, el 0,51% asiáticos, el 0,08% negros, el 0,12% chinos y el 0,06% de cualquier otro. El cristianismo era profesado por el 79,21%, el budismo por el 0,09%, el hinduismo por el 0,34%, el judaísmo por el 0,06%, el islam por el 0,09%, el sijismo por el 0,04% y cualquier otra religión por el 0,17%. El 13,4% no eran religiosos y el 6,61% no marcaron ninguna opción en el censo.
El 38,61% de los habitantes estaban solteros, el 47% casados, el 1,79% separados, el 6,06% divorciados y el 6,53% viudos. Había 19 615 hogares con residentes, de los cuales el 24,87% estaban habitados por una sola persona, el 7,59% por padres solteros con o sin hijos dependientes, el 65,87% por parejas (56,32% casadas, 9,54% sin casar) con o sin hijos dependientes, y el 1,67% por múltiples personas. Además, había 551 hogares sin ocupar y 51 eran alojamientos vacacionales o segundas residencias.	